# Reptiloide
Reptiloide (aus dem englischen reptiloid entlehnt und dort zuvor aus reptil und -oid gebildet; übersetzt Echsenartige) sind fiktive Wesen, die in der Science-Fiction- und Fantasy-Literatur, in Pseudowissenschaften und Verschwörungstheorien eine Rolle spielen. Sie werden als menschenähnliche intelligente Lebensformen beschrieben, die von Reptilien oder reptilienartigen Außerirdischen abstammen oder auf andere Weise reptilienähnlich sind. Manche Menschen glauben, dass Reptiloide die Politik vieler Länder kontrollieren. Zu den prominentesten Vertretern dieser Verschwörungstheorie zählt der rechtsesoterische Publizist David Icke.

## Science-Fiction und Fantasy
Die Vorstellung von bösen menschenähnlichen Reptiloiden geht nach Einschätzung des US-Politikwissenschaftlers Michael Barkun auf die Erzählung The Shadow Kingdom zurück, die Robert E. Howard 1929 in dem Pulp-Magazin Weird Tales veröffentlichte. Darin muss der Protagonist, der aus Atlantis stammende Kull, gegen Schlangenmenschen kämpfen, die ihre Gestalt verändern können und aus ihrem Schattenreich die Herrschaft über die Menschheit erringen wollen. Andere Autoren derselben Zeitschrift griffen das Motiv auf und popularisierten es: H. P. Lovecraft (1890–1937) integrierte in seiner Erzählung Der leuchtende Trapezoeder (1936) Howards Schlangenmenschen in seinen Cthulhu-Mythos und übernahm auch dessen Ortsnamen; Clark Ashton Smith (1893–1961) bediente sich ebenfalls sowohl des Mythos als auch der Reptiloiden. In den Marvel Comics tauchten sie zu Beginn der 1970er Jahre als Gegner Conans des Cimmeriers auf, der gleichfalls Howards literarischer Phantasie entsprungen war. Im Fantasy-Film Der Zauberbogen (1981) sind Schlangenmenschen des Draikianischen Imperiums die Antagonisten.
In der Science-Fiction spielen Reptiloide immer wieder eine Rolle. In der Fernsehserie V – Die außerirdischen Besucher kommen (1983–1985) und dem Remake V – Die Besucher (2009–2011) wird etwa erzählt, wie sich Menschen gegen eine Invasion reptiloider Außerirdischer zur Wehr setzen. Die Auseinandersetzung mit einer feindlichen reptiloiden Rasse, den Dracs, steht auch im Mittelpunkt des Films Enemy Mine – Geliebter Feind von 1986. Im Uplift-Universum des amerikanischen Autors David Brin (* 1950) werden die Soro als etwa vier Meter lange, eierlegende Außerirdische dargestellt, die den Menschen feindlich gegenüberstehen. In der Serie Raumschiff Enterprise treten die reptiloiden Gorn auf, in der Serie Star Trek: Raumschiff Voyager in der Episode „Herkunft aus der Ferne“ die „Voth“, die von den Hadrosauriern aus der Kreidezeit der Erde abstammen, in der Serie Star Trek: Enterprise die Xindi-Reptilianer und in der Serie Doctor Who die Silurianer, die aus dem Silur der Erde stammen. In der SF-Heftromanserie Perry Rhodan existiert das reptiloide Volk der Topsider, mit dem die Menschen (Terraner) im ersten Handlungszyklus der vielbändigen Serie in Konflikt geraten.

## Ufologie

### Dulce-Basis
Reptiloide Außerirdische tauchen in ufologischen Texten auf, die eine angebliche unterirdische Basis in Dulce, New Mexico, thematisieren. 1979 behauptete Paul Bennewitz (1927–2003), ein Geschäftsmann aus Albuquerque, er habe den Funkverkehr zwischen Alien-Raumschiffen und einer terrestrischen Station in New Mexico abgehört. Daraus wurde bald ein Narrativ von Außerirdischen (zunächst Greys, später zunehmend Reptiloiden), die in einem Geheimvertrag mit der CIA das Nutzungsrecht der unterirdischen Basis bei Dulce erworben hätten; dieser Vertrag sei von den Reptiloiden gebrochen worden – so gibt es Berichte über haarsträubende Experimente an Entführungsopfern und über Schusswechsel mit amerikanischen Sicherheitsbehörden. Diesen Spekulationen liegen laut Michael Barkun zum einen geheime unterirdische Atomschutzbunker zugrunde, wie sie in der Zeit des Kalten Krieges an mehreren Orten der USA errichtet worden waren. Zum anderen sieht er Spuren der oben genannten Fantasy-Literatur sowie der Lehren der Theosophin Helena Blavatsky (1831–1891), wonach die Bewohner von Atlantis ein globales System unterirdischer Verbindungsgänge geschaffen hätten, das nach deren Untergang intakt geblieben sei.

### David Icke
Eine Verschwörungstheorie des britischen Rechtsesoterikers David Icke geht davon aus, dass reptilienartige Außerirdische aus dem Sternbild des Drachen und deren Nachkommen menschliches Aussehen annehmen könnten und die Politik kontrollierten. Dazu  benötigten sie menschliches Blut, wodurch sich Berichte über Vampirismus und über massenhaften rituellen Missbrauch von Kindern erklärten. Laut Icke sind die ranghöchsten Politiker Reptiloide oder von diesen beeinflusst. Ihr Ziel sei die Neue Weltordnung. Nach Ickes Überzeugung sind viele „Mächtige“ und einflussreiche Personen reptiloide Wesen und Teil einer geheimen pyramidenartigen Organisationsstruktur, an deren Spitze eine Vereinigung namens „Babylonian Brotherhood“ stehe. Mitglieder der englischen Königsfamilie (insbesondere Königin Elisabeth II.), William J. Jefferson, Bill Clinton, Hillary Clinton, Barack Obama, George H. W. Bush und George W. Bush sollen dazugehören. Sumerische Könige und ägyptische Pharaonen seien ebenfalls Reptiloide gewesen.
Laut dem Kriminalpsychologen Jan-Gerrit Keil hat die Annahme einer Superverschwörung vampiristischer Außerirdischer, wie sie Icke und der Folge verschiedene Verschwörungstheoretiker verbreiten, die Funktion, politische Gegner zu dehumanisieren und Gewalt gegen sie zu legitimieren. Keil sieht hier Parallelen zu den judenfeindlichen Ritualmordlegenden des Mittelalters.

### Politiker
Angela Merkel
Im Sommer 2019 erklärte der verschwörungstheoretische YouTube-Kanal NWOFakten den Tremor, den die deutsche Bundeskanzlerin Angela Merkel wiederholt bei offiziellen Anlässen erlitten hatte, damit, dass das Abspielen der Nationalhymne die „Frequenz“ gestört hätte, mit der reptiloide Außerirdische sie fernsteuern würden.
Donald Rumsfeld
Im Februar 2011 fragte der Komiker Louis C.K. in der Radioshow Opie and Anthony den ehemaligen US-Verteidigungsminister Donald Rumsfeld mehrmals scherzhaft, ob er und Dick Cheney Echsenmenschen (lizard people) seien, die den Geschmack von Menschenfleisch mögen. Amüsiert über Rumsfelds Weigerung, die Frage direkt zu beantworten, deutete C.K. sie als mögliches Schuldeingeständnis. Er fuhr fort, dass Echsenmenschen vielleicht nicht lügen könnten, wenn ihnen eine Frage gestellt werde.

### Happy Science
Ōkawa Ryūhō, der 2023 verstorbene Führer von Happy Science, einer japanischen neureligiösen Bewegung, vertrat die Ansicht, reptilienartige Außerirdische hätten sich mit China verschworen und steckten hinter der COVID-19-Pandemie.

### Verbreitung
Das verschwörungstheoretische Narrativ von den gestaltwandelnden Reptiloiden wird gemäß Frank Lüttig mit Bezug auf Barack Obama von rund 12 Millionen Amerikanern geglaubt, d. h. knapp vier Prozent der US-Bevölkerung. In Deutschland glauben Lüttig zufolge ebenfalls vier Prozent, es gebe wirklich Reptiloide.